# 村上朝日堂の逆襲
『村上朝日堂の逆襲』（むらかみあさひどうのぎゃくしゅう）は村上春樹、安西水丸共著のエッセイ集。

## 概要
1986年6月18日、朝日新聞社より刊行された。『週刊朝日』（1985年4月5日号 - 1986年4月4日号）に連載されたコラム「週刊村上朝日堂」をまとめたものである。1989年10月に新潮社より新潮文庫として文庫化された。文・挿絵を村上、安西がそれぞれ行う。巻末には二人の対談がある。

## 内容
- 森田芳光の『それから』を観て以来、戦前の日本の小説の主人公はみんな松田優作みたいに思えてしまって困った。
- 千葉の自宅の庭で猫と遊んでいると近所のおばさんが畑でとれたホーレン草を持ってやってきて、選挙の投票依頼を受けた。
- 作家は批評を批評してはならない[2]。
- ヤクルトスワローズを応援することは六個の弾倉に四発の弾を入れてロシアン・ルーレットをやっているようなものである。
- 知り合いがバーを開くので店名を考えてくれと言うから「大砂漠」というのを提案したら即座に却下された。